# Emily Brontë
Pour les autres membres de la famille, voir Famille Brontë.
Pour les articles homonymes, voir Brontë.
Œuvres principales
- Wuthering Heights (1847)

Emily Jane Brontë /ˈɛməli d͡ʒeɪn ˈbɹɒnteɪ/ (née le 30 juillet 1818 à Thornton et morte le 19 décembre 1848 à Haworth) est une romancière et poétesse anglaise, la sœur cadette de Charlotte Brontë et l'ainée d'Anne Brontë. Les Hauts de Hurlevent (Wuthering Heights), son unique roman, est considéré comme un classique de la littérature anglaise et mondiale.
Très proche de sa sœur Anne, au point qu'on les a comparées à des jumelles, elle participe avec elle au cycle du Gondal. Une grande partie de ses poèmes ont été écrits dans le cadre du Gondal.

## L'enfance et l'adolescence:Glass TownetGondal
Cinquième enfant d'une famille de six, Emily Brontë passe une grande partie de sa courte vie dans un presbytère à Haworth, dans le Yorkshire, où son père, Patrick Brontë, était pasteur.
Pendant son enfance, après la mort de sa mère et de ses deux sœurs les plus âgées dans un pensionnat, son père, Patrick Brontë, et sa tante maternelle, Elizabeth Branwell, décident de laisser aux enfants une grande liberté. Un cadeau offert par leur père à leur frère Branwell (douze soldats de bois), en juin 1826, met en branle leur imagination.
À partir de décembre 1827, Charlotte, Emily, Anne et Branwell commencent à créer des mondes imaginaires, avec la « confédération de Glass Town », qu'ils mettent en scène dans des récits, des poèmes, des articles de journaux, des pièces de théâtre. Puis, en 1831, lorsque Charlotte les quitte pour poursuivre ses études, Emily et Anne font sécession et créent le pays de Gondal, plus rude et plus austère qu'Angria, et dirigé par une femme, Augusta Geraldine Almeda. C'est dans le cadre du cycle de Gondal qu'une grande partie des poèmes d'Emily est écrite.
Une autre création est le royaume de Gaaldine, qui dépend d'ailleurs de Gondal : le poème d'Emily Brontë intitulé Come hither child (en) est écrit en juillet 1839 ; situé dans le royaume imaginaire de Gaaldine, il fait référence à Ula, l'une des provinces de ce royaume.

## Le séjour à Bruxelles, avec Charlotte, et le retour à Haworth

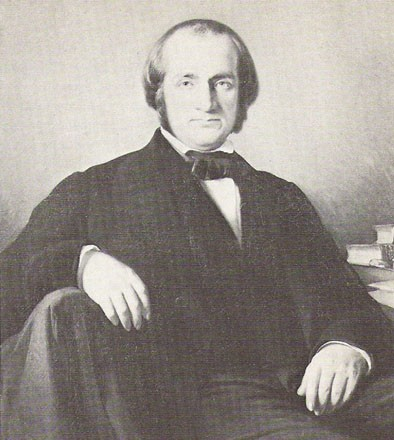
Portrait de Constantin Héger (vers 1865), qui sera le professeur d'Emily et de Charlotte lors de leur séjour à Bruxelles en 1842.

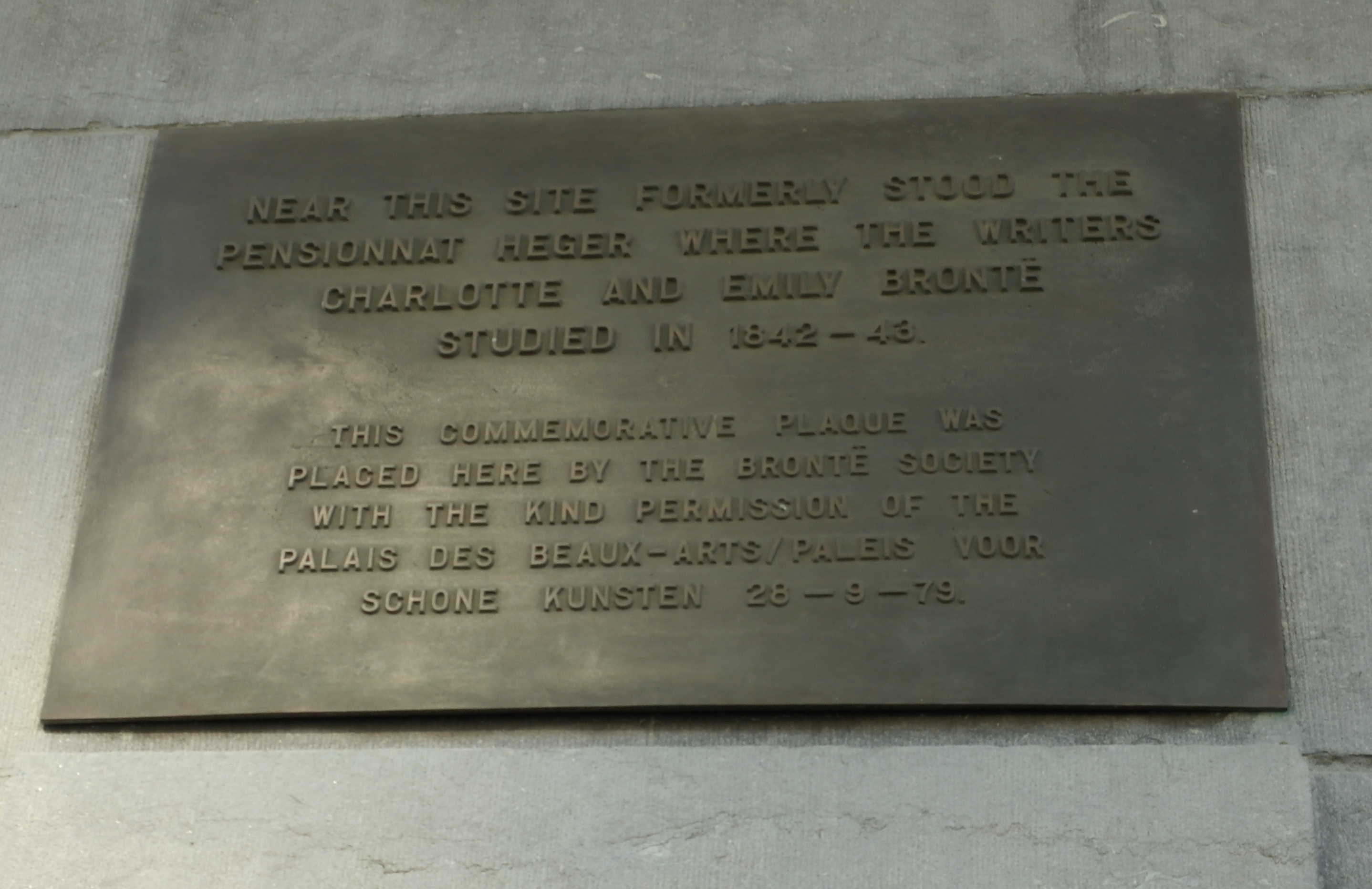
Plaque à Bruxelles.

Emily, talentueuse et solitaire, aura toujours du mal à composer avec le monde extérieur. Une seconde tentative de scolarisation, puis un premier poste d'institutrice se solderont par des échecs. En 1842, elle se rend à Bruxelles avec sa sœur Charlotte, dans le pensionnat de Constantin Héger, où elle étudie le français et l'allemand et devient une excellente pianiste, avec une prédilection notamment pour Beethoven. Mais la mentalité catholique, jugée hypocrite et sans principes, heurte ces filles de pasteur, et Emily se languit loin de sa lande.
Après ce voyage en terre étrangère, et à la suite de la mort de « tante Branwell », elle retourne à Haworth, où elle remplit le rôle de femme de charge du presbytère. Emily acquiert, chez ceux qui viennent à la connaître, une réputation de sauvagerie, de courage physique et d'amour des animaux. Elle partagera désormais le reste de ses jours entre les tâches ménagères, les longues promenades sur la lande et l'écriture.

## La carrière littéraire

### Sources d'inspiration

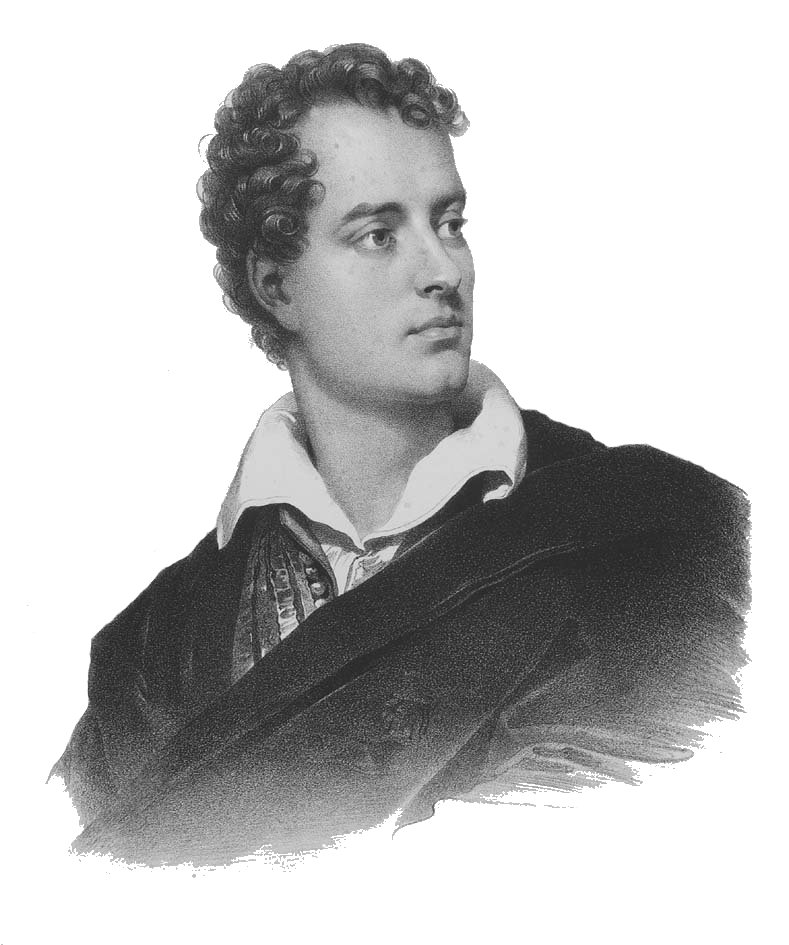
Lord Byron, une source d'inspiration pour Charlotte, Emily et Branwell Brontë.

Elle écrit de nombreux poèmes mettant en scène des personnages du pays imaginaire de Gondal qu'elle a créé vers 1834 avec sa sœur Anne, ou relatifs à son expérience personnelle de la nature ou encore à ses prises de position philosophiques. Certains d'entre eux relatent des expériences de type mystique.
Dès l'enfance, Emily, comme d'ailleurs Charlotte et Branwell, est influencée par certaines sources d'inspiration : le Blackwood's Magazine, que leur lit régulièrement leur père, revêt une importance toute particulière, en alimentant non seulement leur connaissance des événements du monde, mais aussi leur imagination : ainsi, la carte de l'Afrique qui y est publiée en juillet 1831 ne les laisse pas indifférents, car elle matérialise, en quelque sorte, leur monde de Glass Town, qu'ils ont situé en Afrique de l'ouest.
Ce même Blackwood's Magazine leur fait goûter cet aliment précieux que sont les contes gothiques, devenus si populaires mais déjà sur le déclin. Toujours est-il que ces contes inspirent à Emily ses premiers poèmes de Gondal.
C'est toujours dans le Blackwood's Magazine qu'Emily, son frère et ses sœurs découvrent la personne de Byron, en août 1825, avec une revue des « Derniers Jours de Lord Byron » (Last Days of Lord Byron), mort l'année précédente. Dès ce moment, le nom de Byron « devint synonyme de toutes les interdictions et de toutes les audaces », comme s'il suscitait par essence la levée des inhibitions.
Chez Emily, cette influence est apparente en particulier dans les personnages des Hauts de Hurlevent où les habitants de « Wuthering Heights », la grande maison secouée par les vents, font montre d'une perversité, d'une pauvreté d'esprit, d'une violence inouïes. Heathcliff lui-même va jusqu'à défaire le cercueil de Catherine pour mieux l'enlacer, ce qui témoigne de la puissance de son amour mais relève aussi du macabre et de la morbidité.

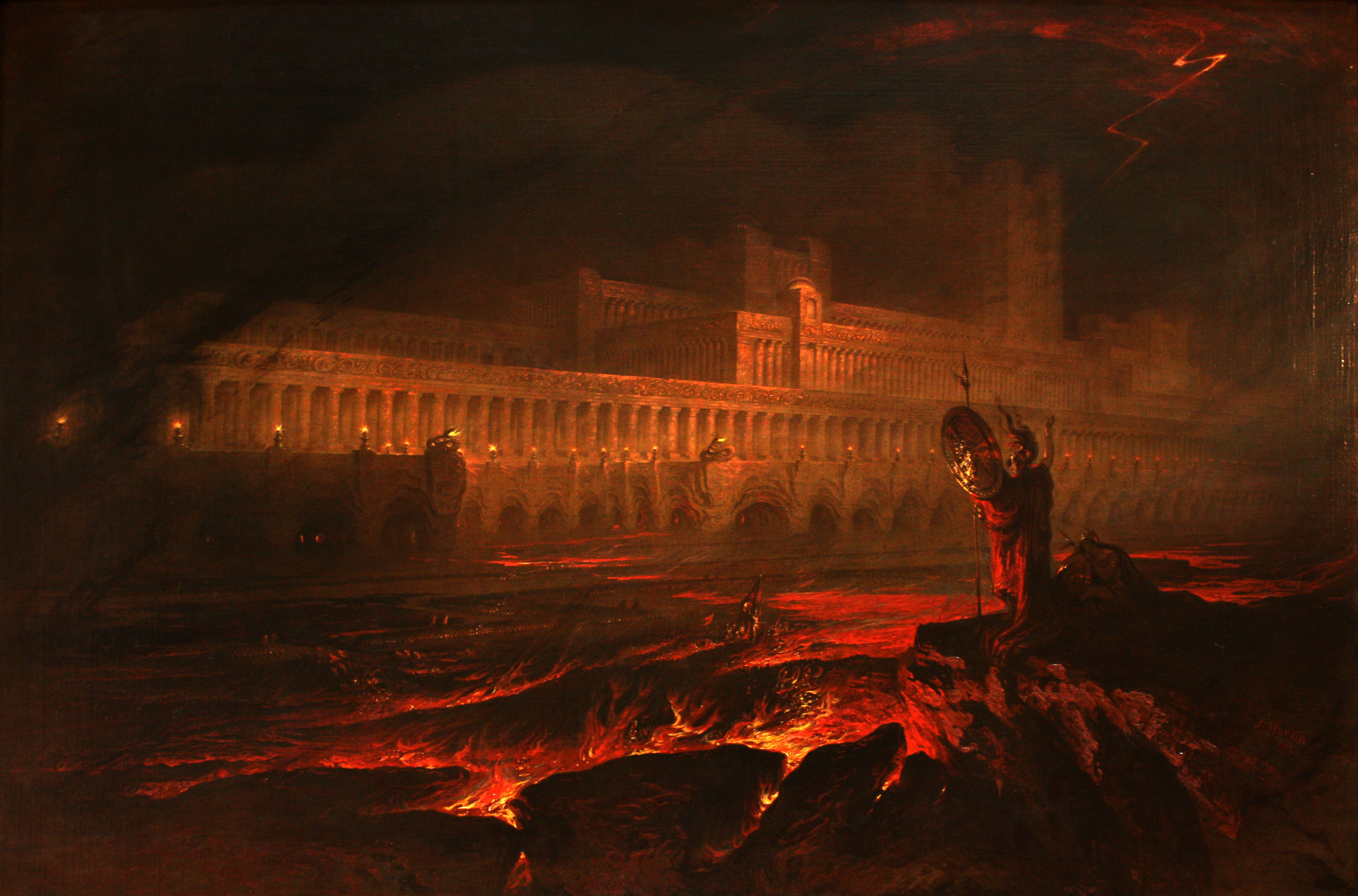
L'architecture fantastique de John Martin : Pandemonium, inspiré de Paradise Lost, de John Milton (musée du Louvre).

Dans le domaine artistique, le peintre John Martin exerce également une impression forte sur l'imagination des enfants Brontë. En effet, trois gravures d'œuvres de John Martin, datant des années 1820, ornent les murs du presbytère de Haworth : une manière noire, Le Festin de Balthazar (Belshazzar's Feast), Le Déluge, et Josué commandant au soleil de s'arrêter.

### Œuvres

#### LesPoems, publiés en 1846
C'est la découverte des talents de poète d'Emily par Charlotte qui les conduit, elle et ses sœurs, à publier à compte d'auteur un recueil de leurs poésies en 1846. À cause des préjugés de cette époque à l'encontre des auteurs femmes, toutes les trois utilisent des pseudonymes masculins, Emily devenant « Ellis Bell ».
Les poèmes d'Emily n'ont vraisemblablement été écrits que pour être insérés dans la saga de Gondal, qu'elle vit intensément au point de s'identifier avec certains de ses personnages, et cela jusqu'à l'âge adulte. À 28 ans, elle joue encore avec Anne les scènes racontées dans les petits livres, par exemple dans le train lors d'un voyage à York.
Remembrance fait partie des vingt-et-un poèmes d'Emily à avoir été choisis pour l'édition conjointe de 1846. Emily en avait supprimé avant la publication toutes les références explicites à Gondal. Aussi ce poème présente-t-il un narrateur anonyme, dont il est difficile de savoir à quel personnage il appartient. Des critiques s'y sont essayés avec des vues divergentes, recensées sans conclusion par Janet Gezari dans l'édition Penguin des poèmes.
Elle date Remembrance du 3 mars 1845 et le décrit comme le poème exprimant la culmination du sens de la perte et du deuil dans l'œuvre d'Emily. Le style en est décanté et concentré, ce qui rend la traduction difficile ; la métrique du pentamètre iambique ([u —] x 5) est musclée par un accent sur la première syllabe de chaque vers, en cela substitution trochaïque conférant comme une poussée ; la césure du deuxième pied et l'utilisation de rimes féminines, constituées de deux mots ou plus formés chacun de deux syllabes, la première accentuée et la seconde non accentuée [— u], aux vers un et trois de chaque strophe, excepté la première et la quatrième, tout cela produit un effet, selon Cecil Day Lewis, comparable à l'andante maestoso d'une marche funèbre, et constitue le rythme le plus lent de toute l'histoire de la poésie anglaise. Il s'agit-là d'une opinion hasardeuse : il existe des poèmes au rythme mesuré dont le tempo qu'on leur prête ne correspond pas à ce que l'auteur désirait. Ainsi The Charge of The Light Brigade (La Charge de la Brigade Légère) d'Alfred Tennyson, volontiers récitée au galop, mais que le poète, enregistré sur rouleau, disait d'une voix lugubre et sur une cadence de cortège funéraire.
Remembrance (« Souvenance »), IV, 158 (1846)
(Retenu pour sa célébrité).
| Cold in the earth - and deep snow piled upon thee Far, far removed, cold in the dreary grave! Have I forgot, my only Love, to love thee, Severed at last by Time's all-severing wave? Now, when alone, do my thoughts no longer hover Over the mountains, on that northern shore, Resting their wings where heath and fern-leaves cover Thy noble heart for ever, ever more? Cold in the earth - and fifteen wild Decembers, From those brown hills, have melted into spring: Faithful indeed, is the spirit that remembers After such years of change and suffering! Sweet Love of youth, forgive, if I forget thee, While the world's tide is bearing me along; Other desires and other hopes beset me, Hopes which obscure, but cannot do thee wrong! No later light has lightened up my heaven, No second morn has ever shone for me; All my life's bliss from thy dear life was given, All my life's bliss is in the grave with thee. But, when the days of golden dreams had perished, And even Despair was powerless to destroy; Then did I learn how existence could be cherished, Strengthened, and fed without the aid of joy. Then did I check the tears of useless passion - Weaned my young soul from yearning after thine; Sternly denied its burning wish to hasten Down to that tomb already more than mine. And even yet, I dare not let it languish, Dare not indulge in memory's rapturous pain; Once drinking deep of that divinest anguish, How could I seek the empty world again? | Froid dans la terre - et un lourd amas de neige posé sur toi Loin, loin emporté, froid dans la lugubre tombe ! Ai-je oublié, mon unique Amour, de t'aimer, Toi de moi enfin désuni par la vague du Temps qui tout désunit ? Ah ! Dans ma solitude, mes pensées ne volent-elles plus, flottant Au-dessus des montagnes sur ces rivages nordiques, Reposant leurs ailes là où bruyères et fougères feuillues À jamais recouvrent ton noble cœur, à tout jamais ? Froid dans la terre — et quinze décembres farouches De ces brunes collines descendus, se sont dissous en printemps : Fidèle en vérité est l'âme qui se souvient Après de telles années d'étrangeté et de souffrance ! Doux Amour de jeunesse, pardonne si je t'oublie, Tandis que m'emporte la marée de ce monde : D'autres désirs m'assaillent, et bien d'autres espoirs Espoirs qui t'assombrissent, mais si impuissants à te nuire ! Aucune lumière n'est plus venue illuminer mon firmament, Pas de seconde aurore n'a plus brillé pour moi ; Le bonheur de ma vie, tout entier de ta chère vie me fut offert Ce bonheur de ma vie, tout entier c'est avec toi qu'il gît. Mais quand eurent péri les jours du rêve doré, Que même le Désespoir fut impuissant à détruire ; Alors j'ai appris comment chérir l'existence, Plus forte encore, et nourrie sans le secours de la joie. Alors j'ai retenu les larmes de l'inutile passion - J'ai sevré ma jeune âme du manque de ton âme ; Sévère, j'ai refusé son ardent désir de vite s'engloutir Dans cette tombe déjà plus que mienne. Et à cet instant, encore, je n'ose l'abandonner à la langueur, Je n'ose m'abandonner à l'exquise douleur du souvenir, Moi qui autrefois m'abreuvais de cette angoisse divine, Comment pourrais-je rechercher encore le néant de ce monde ? |

#### Wuthering Heights(«Les Hauts de Hurlevent»)
Toujours à compte d'auteur et toujours sous son pseudonyme, elle publie ensuite en 1847 son unique roman Les Hauts de Hurlevent (Wuthering Heights) qui remporte un certain succès, même s'il n'est pas comparable à celui de Jane Eyre publié la même année par sa sœur Charlotte (1816-1855).
Remarquable pour la densité de son écriture et pour un romantisme très personnel influencé par le romantisme allemand, il a souvent été comparé à une tragédie grecque ou shakespearienne pour son intensité. Mais la construction innovatrice du roman rend perplexes les critiques et la véritable reconnaissance sera tardive. Le génie d'Emily Brontë ne sera clairement reconnu qu'à partir de la fin du XIXe siècle.
Une citation
(Wuthering Heights, chapitre IX, extrait d'une déclaration de Catherine Earnshaw à Nelly Dean)
« Mes grandes souffrances dans ce monde ont été les souffrances d'Heathcliff, je les ai toutes guettées et ressenties dès leur origine. Ma grande raison de vivre, c'est lui. Si tout le reste périssait et que lui demeurât, je continuerais d'exister ; mais si tout le reste demeurait et que lui fût anéanti, l'univers me deviendrait complètement étranger, je n'aurais plus l'air d'en faire partie. Mon amour pour Linton est comme le feuillage dans les bois : le temps le transformera, je le sais bien, comme l'hiver transforme les arbres. Mon amour pour Heathcliff ressemble aux rochers immuables qui sont en dessous : source de peu de joie apparente, mais nécessaire. Nelly, je suis Heathcliff ! Il est toujours, toujours dans mon esprit ; non comme un plaisir, pas plus que je ne suis toujours un plaisir pour moi-même, mais comme mon propre être. Ainsi, ne parlez plus de notre séparation ; elle est impossible. »

## L'âme farouche d'Emily Brontë

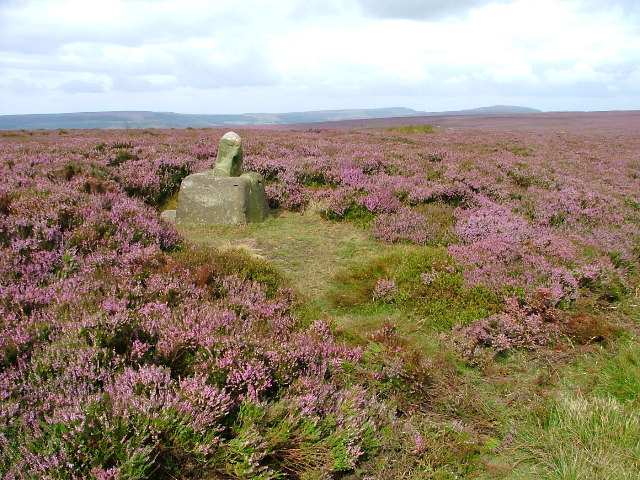
Paysage de moors du Yorkshire, telles que les aimait Emily Brontë.

Si Emily partage le caractère assez peu sociable de ses sœurs, elle fait montre surtout d'une nature sauvage, relativement dure avec elle-même, et dure surtout avec les autres ; elle peut à l'occasion faire preuve d'un moralisme et d'une autosatisfaction déplaisants et probablement liés à l'existence très protégée qu'elle a su se créer. Solitaire, elle aime les longues promenades sur la lande de bruyère, de rocs et de fougères du Yorkshire.
Les animaux souvent trouvent plus facilement le chemin de son cœur que ses contemporains ; elle aime les chiens et il y en a toujours au presbytère. Un jour, elle est mordue à la main jusqu'au sang par un chien errant auquel elle a tenté de donner à boire : elle cautérise elle-même la plaie au fer rouge sans se plaindre ni même en parler à quiconque. Elle aura pour animaux de compagnie deux chiens, Grasper et Keeper, ainsi qu'un faucon, Nero,. La page de journal qu'elle écrivit à seize ans mentionne également un faisan et des oies. Charlotte évoquera dans une de ses lettres le chagrin d'Emily à la mort de leur chat.
En une autre occasion, son second chien Keeper, un bull mastiff au caractère difficile dont elle s'occupera jusqu'au dernier jour de sa vie, transgresse ses ordres en s'en allant dormir sur un lit. Blême de colère, elle attrape le chien et le bat à poings nus, de façon telle que plus jamais Keeper ne contreviendra à ses ordres.

## La mort à trente ans

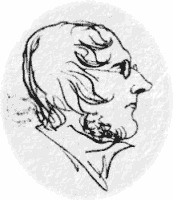
Autoportrait de Branwell Brontë.

Branwell, le frère d'Emily, éprouve alors une déception amoureuse qui le marque profondément : la femme de son employeur, Mr Robinson, lasse de son mari alité, lui fait des avances auxquelles il répond bientôt avec passion, mais il est chassé par le mari. Il envisage d'épouser celle qu'il aime lorsqu'elle devient veuve, mais pour Mrs. Robinson cette relation n'aura jamais été qu'un amour ancillaire. Branwell, déjà adonné à l'alcool et au laudanum, sombre rapidement dans une déchéance qui l'entraîne dans la mort par la tuberculose, le 24 septembre 1848.
C'est sur Emily, la plus solide de la famille, en apparence, que repose une grande partie du fardeau. Il n'est pas rare qu'elle aille chercher son frère au Black Bull, le pub du village, et le ramène ivre à la maison. Après l'enterrement de son frère, Emily, sans doute déjà contaminée par la tuberculose qui a emporté Branwell, tombe malade mais refuse de se soigner. Elle meurt à son tour de la tuberculose le 19 décembre 1848. Elle est enterrée dans le caveau familial de l'église Saint-Michel-et-Tous-les-Anges, à Haworth, Yorkshire de l'Ouest.

## Emily Brontë et son œuvre dans la culture populaire
Les références à Emily Brontë dans la culture populaire sont nombreuses :
- Ainsi, le film américain Dévotion, sorti en 1946, constitue une biographie approximative des sœurs Brontë. C'est Ida Lupino qui joue le rôle d'Emily et Olivia de Havilland celui de Charlotte.
- En 1979, le film Les Sœurs Brontë, réalisé par André Téchiné, est présenté au festival de Cannes. Emily est interprétée par Isabelle Adjani. Les rôles de Charlotte et d'Anne sont tenus par Marie-France Pisier et Isabelle Huppert.
- Les Hauts de Hurlevent sera l'objet d'une première adaptation cinématographique en 1939, réalisée par William Wyler, avec Merle Oberon dans le rôle de Cathy et Laurence Olivier dans le rôle d'Heathcliff.
- Dans le film français Week-end de Jean-Luc Godard sorti en 1967, Emily Brontë apparaît dans une scène où un des protagonistes lui demande des informations géographiques.
- Genesis y fait référence dans son album Wind and Wuthering (1976) et dans les deux derniers morceaux instrumentaux de cet album : « Unquiet slumbers for the sleepers… » et « in that quiet earth », tirés de la dernière phrase du roman d'Emily Brontë.
- Kate Bush a écrit une chanson nommée Wuthering Heights en 1978 fondée sur le roman d'Emily Brontë. Elle atteignit d'ailleurs le top 1 des ventes au Royaume-Uni. Kate Bush partage la date d'anniversaire d'Emily Brontë (le 30 juillet), un fait qu'elle soulignera souvent quand on la questionnera sur les origines de la chanson.
- Dans le jeu vidéo Crash Bandicoot : la Vengeance de Cortex, l'un des niveaux est nommé « Wuthering Heights ».
- Les Hauts de Hurlevent a été adapté au cinéma par Peter Kosminsky en 1992 avec Juliette Binoche et Ralph Fiennes.
- Deux adaptations de Les Hauts de Hurlevent étaient également en préparation début 2009, l'une pour la télévision, et l'autre pour le cinéma[18]. La distribution du film devait comprendre Gemma Arterton et Ed Westwick dans les rôles de Catherine et Heathcliff[19].
- En 2011 Andrea Arnold réalise une nouvelle adaptation des Hauts de Hurlevent avec Kaya Scodelario et James Howson[20].
- Le troisième tome de la Saga du désir interdit, Hésitation, de Stephenie Meyer, fait de nombreuses fois référence au roman d'Emily Brontë, notamment par des citations lues par les personnages.
- Lors d’un épisode du Monty Python's Flying Circus, on peut voir un prétendu extrait du film (fictif) The Semaphore Version of Wuthering Heights, soit, en français, « La version en sémaphore des Hauts de Hurlevent ».
- Le Japonais Yoshida Kiju a réalisé une adaptation des Hauts de Hurlevent. Sorti en salle en France en 1988 sous le titre Onimaru, il y a été édité en DVD en 2009 sous le titre Les Hauts de Hurlevent.
- Emil Cioran, dans De l'inconvénient d'être né, écrit : « Tout ce qui émane d'elle a la propriété de me bouleverser. Haworth est mon lieu de pèlerinage. »[21]
- Le film américo-britannique Emily de Frances O'Connor sorti en France, le 15 mars 2023, retrace la vie de la romancière, interprétée par Emma Mackey.
- Les Éditions Hurlevent, maison d'édition française indépendante, rendent hommage par leur nom à l'œuvre d'Emily Brontë[22].